# Quijorna
Quijorna é um município da Espanha, na província e comunidade autônoma de Madrid. Tem 25,71 km² de área e em 2021 tinha 3 593 habitantes (densidade: 139,8 hab./km²). Limita com os municípios de Brunete, Navalagamella, Valdemorillo, Villanueva de la Cañada e Villanueva de Perales.